# Макија Волфорторе
Макија Волфорторе (итал. Macchia Valfortore) је насеље у Италији у округу Кампобасо, региону Молизе.
Према процени из 2011. у насељу је живело 557 становника. Насеље се налази на надморској висини од 485 м.

## Становништво
| 1936. | 1951. | 1961. | 1971. | 1981. | 1991. | 2001. | 2011. |
| ----- | ----- | ----- | ----- | ----- | ----- | ----- | ----- |
| 1.726 | 1.860 | 1.643 | 1.235 | 1.101 | 964   | 757   | 621   |